# RotorWay Exec 162F

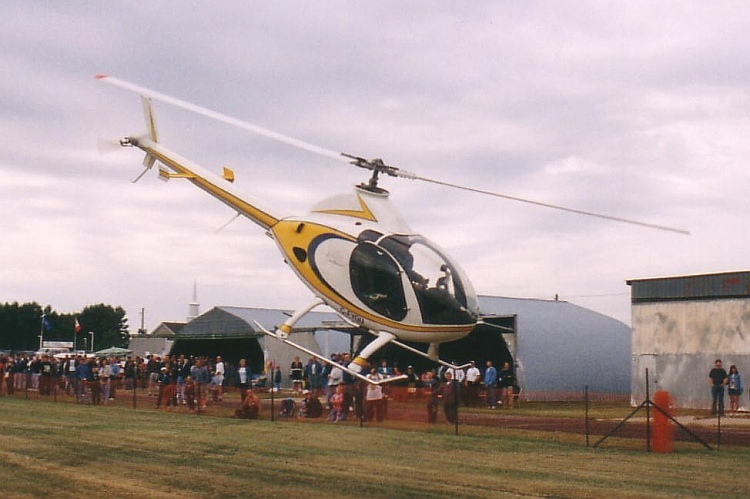
RotorWay Exec 162F transitioning to forward flight.

Exec-162F — лёгкий двухместный вертолёт.
Был спроектирован компанией «RotorWay International» (США). Производился в виде kit-набора с 1994. В 2007 его сменила модель A600 Talon. Exec 162F является четвёртым поколением вертолётов этой фирмы.
В июне 2000 года фирма «RotorWay International» поставила 500-й комплект вертолёта Exec 162F в ВМС Мексики, 600-й был поставлен французской фирме Heli Diffusion в июне 2002, а 700-й в августе 2003 отправлен в Австралию.
Стоимость набора для самостоятельной сборки составляла примерно 67000$ США.
Специальных квалификации для сборки не требуется.

## TTX
- Диаметр несущего винта, м 7.6
- Длина, м 9.0
- Масса, кг
  - пустого вертолета 445
  - максимальная взлетная 680
- Тип двигателя RI-162F, 4-цилиндровый, 4-тактный, с инжекторным впрыском топлива, жидкостным охлаждением и бортовым процессором FADEC
- Мощность, л. с. 1 х 150
- Максимальная скорость, км/ч 185
- Крейсерская скорость, км/ч 140
- Скороподъемность, м/мин 396
- Практический потолок, м 1500
- Экипаж, чел 1
- Полезная нагрузка: 1 пассажир